# غلوريا ليم
غلوريا ليم (بالإنجليزية: Gloria Lim)‏ هي عالمة فطريات سنغافورية الجنسية ركزت أبحاثها على الفطريات المدارية، وأقامت مستودعًا فطريًا للعينات الإقليمية. عُيِنت ليم مرتين كعميدة لكلية العلوم في جامعة سنغافورة (الجامعة الوطنية في سنغافورة الآن)، وهي أول امرأة تشغل هذا المنصب. أصبحت أول مديرة للمعهد الوطني للتعليم في سنغافورة بعد تقاعدها، وساعدته على إطلاق برنامج للحصول على شهادة جامعية. عملت في لجنة الخدمة العامة لمدة 14 عامًا وكانت أول امرأة مفوضة، وعملت كمديرة عامة لوحدة الوساطة المجتمعية لمدة 8 سنوات. حصلت على العديد من الجوائز والأوسمة لمساهماتها في العلوم وتحسين التعليم في سنغافورة.

## النشأة والتعليم
ولدت غلوريا ليم في سنغافورة في عام 1930. لم تكن المدرسة التي التحقت بها غلوريا تدرّس العلوم، ولكنها تخرجت من جامعة سنغافورة وحصلت على درجة البكالوريوس في علم النبات مع مرتبة الشرف الأولى في عام 1954. حصلت على دبلوم في التعليم في عام 1956 وماجستير في أمراض النبات في عام 1957 من جامعة مالايا في كوالالمبور.
بدأت ليم بالتدريس في مدرسة رافلز للبنات في سنغافورة، وعُيِنت لاحقًا للتدريس في جامعة مالايا. نظّمت وقتها للتدريس في المدرسة في الصباح وعلم النبات في الجامعة في فترة بعد الظهر. حصلت على زمالة المجلس المشترك للجامعة مما سمح لها بدخول جامعة لندن. حصلت بعدها على الدكتوراه في عام 1961 ثم التحقت بجامعة كاليفورنيا في بيركلي بين عامي 1966 و 1967  لتصبح عالمة فطريات.

## مهنة علمية
أصبحت ليم خبيرة في الفطريات بعد عودتها إلى سنغافورة، وأسست مستودع خاص للأنواع الفطرية في المنطقة، وكتبت مئات المقالات البحثية والاستبيانات مع الجامعات والشركات في الداخل والخارج. عملت في المجلس الاستشاري لشركة تعمل على تطوير الفطر الطبي، وساعدت وزارة الدفاع السنغافورية عندما تطوّر العفن في مستودعات التخزين الخاصة بها. دُمِّرت وفُكِكت مجموعتها للأنواع المختلفة للفطريات بعد تقاعدها. 

## المهنة الأكاديمية
استلمت ليم منصب عميدة كلية العلوم في جامعة سنغافورة في عام 1973، وأصبحت بذلك أول امرأة تشغل هذا المنصب. استمرت فترة عمادتها الأولى لمدة أربع سنوات ثم رُشِحت مرة أخرى للعمل في عام 1979، ولكنها استقالت في عام 1980 عندما اندمجت الجامعة مع جامعة نانيانغ للسماح لعميد نانيانغ السابق بالاستمرار في هذا المنصب.
أصبحت ليم أول امرأة تعمل في لجنة الخدمة العامة في عام 1982، وأصبحت أول امرأة ترأس قسم علم النبات عندما أصبحت الجامعة جامعة سنغافورة الوطنية في عام 1985. تقاعدت ليم من العمل في جامعة سنغافورة الوطنية في عام 1991 وعملت في المعهد الوطني للتعليم كأول مديرة له. كانت وظيفتها تطوير معهد التعليم وفقًا لمعايير الجامعة المعتمدة بالكامل. وكان البرنامج يقدم برامج لشهادات البكالوريوس والدراسات العليا والدكتوراه عندما تقاعدت في عام 1994.

## نشاطات أخرى
شغلت ليم منصب المدير العام لوحدة الوساطة المجتمعية بين عامي 2003 و 2011، وهو مجلس مصمم لحل النزاعات المجتمعية.

## الجوائز والتكريم
كُرِّمت ليم في عام 1993 بجائزة بنتانغ باكتي مصيركات (بالعربية: نجمة الخدمة العامة) لمساهماتها في لجنة الخدمة العامة، والتي استمرت في خدمتها حتى عام 1996. تقاعدت من المعهد الوطني للتعليم في عام 1994. وحصلت على درجة الدكتوراه الفخرية في العلوم من جامعة لوبورو في إنجلترا لمساهماتها في العلوم والتعليم في سنغافورة في تموز/يوليو في عام 1999.
كُرِّمت ليم بجوائز خريجي العلوم المتميزة من جامعة سنغافورة الوطنية في عام 2005، وكانت في عام 2014 واحدة من الفئة الافتتاحية من الفائزات بجائزة قاعة مشاهير النساء في سنغافورة.